# Кубок Англії з футболу 1972—1973
Кубок Англії з футболу 1972—1973 — 92-й розіграш найстарішого футбольного турніру у світі, Кубка виклику Футбольної Асоціації, також відомого як Кубок Англії. Вдруге титул здобув Сандерленд.

## Перший раунд
| Дата                      | Господарі         | Рахунок | Гості              |
| ------------------------- | ----------------- | ------- | ------------------ |
| 18 листопада              | Енфілд            | 1:1     | Бішопс Стортфорд   |
| 21 листопада Перегравання | Бішопс Стортфорд  | 1:0     | Енфілд             |
| 18 листопада              | Честерфілд        | 4:2     | Ріл                |
| 18 листопада              | Дарлінгтон        | 1:1     | Рексем             |
| 22 листопада Перегравання | Рексем            | 5:0     | Дарлінгтон         |
| 18 листопада              | Гартліпул Юнайтед | 0:0     | Сканторп Юнайтед   |
| 21 листопада Перегравання | Сканторп Юнайтед  | 0:0     | Гартліпул Юнайтед  |
| 27 листопада Перегравання | Гартліпул Юнайтед | 1:2     | Сканторп Юнайтед   |
| 18 листопада              | Борнмут           | 5:1     | Кембридж Юнайтед   |
| 18 листопада              | Банбері Юнайтед   | 0:2     | Барнет             |
| 18 листопада              | Рочдейл           | 1:2     | Бангор Сіті        |
| 18 листопада              | Тонбрідж Енджелс  | 0:5     | Чарльтон Атлетік   |
| 18 листопада              | Вотфорд           | 4:2     | Гілфорд Сіті       |
| 18 листопада              | Йовіл Таун        | 2:1     | Брентфорд          |
| 18 листопада              | Волсолл           | 3:3     | Кеттерінг Таун     |
| 22 листопада Перегравання | Кеттерінг Таун    | 1:2     | Волсолл            |
| 18 листопада              | Джиллінгем        | 1:2     | Редінг             |
| 18 листопада              | Болтон Вондерерз  | 1:1     | Честер Сіті        |
| 22 листопада Перегравання | Честер Сіті       | 0:1     | Болтон Вондерерз   |
| 18 листопада              | Грімсбі Таун      | 2:1     | Віган Атлетік      |
| 18 листопада              | Кру Александра    | 1:0     | Стаффорд Рейнджерс |
| 18 листопада              | Лінкольн Сіті     | 2:2     | Блекберн Роверз    |
| 27 листопада Перегравання | Блекберн Роверз   | 4:1     | Лінкольн Сіті      |
| 18 листопада              | Донкастер Роверз  | 3:1     | Бері               |
| 18 листопада              | Стокпорт Каунті   | 1:0     | Воркінгтон         |
| 18 листопада              | Барнслі           | 1:1     | Галіфакс Таун      |
| 21 листопада Перегравання | Галіфакс Таун     | 2:1     | Барнслі            |
| 18 листопада              | Саут Ліверпуль    | 0:2     | Транмер Роверз     |
| 18 листопада              | Плімут Аргайл     | 1:0     | Гендон             |
| 18 листопада              | Бредфорд Сіті     | 3:0     | Грантем            |
| 18 листопада              | Олдем Атлетік     | 1:1     | Скарборо           |
| 22 листопада Перегравання | Скарборо          | 2:1     | Олдем Атлетік      |
| 18 листопада              | Спеннімур Юнайтед | 1:1     | Шрусбері Таун      |
| 21 листопада Перегравання | Шрусбері Таун     | 3:1     | Спеннімур Юнайтед  |
| 18 листопада              | Олтрінгем         | 0:1     | Ноттс Каунті       |
| 18 листопада              | Саутенд Юнайтед   | 0:2     | Олдершот           |
| 18 листопада              | Порт Вейл         | 2:1     | Саутпорт           |
| 18 листопада              | Ньюпорт Каунті    | 5:1     | Алтон Таун         |
| 18 листопада              | Маргейт           | 1:0     | Свонсі Сіті        |
| 18 листопада              | Торкі Юнайтед     | 3:0     | Герефорд Юнайтед   |
| 18 листопада              | Йорк Сіті         | 2:1     | Менсфілд Таун      |
| 18 листопада              | Ротергем Юнайтед  | 4:0     | Саут Шилдс         |
| 18 листопада              | Гейєс             | 1:0     | Бристоль Роверз    |
| 18 листопада              | Бостон Юнайтед    | 1:2     | Ланкастер Сіті     |
| 18 листопада              | Пітерборо Юнайтед | 1:0     | Нортгемптон Таун   |
| 18 листопада              | Колчестер Юнайтед | 6:0     | Богнор Ріджіс Таун |
| 18 листопада              | Челмсфорд Сіті    | 2:0     | Гіллінгдон Боро    |
| 18 листопада              | Волтон-енд-Гершем | 2:1     | Ексетер Сіті       |
| 18 листопада              | Барнстапл Таун    | 0:2     | Білстон Таун       |
| 18 листопада              | Телфорд Юнайтед   | 3:2     | Нанітон Боро       |

## Другий раунд
До другого раунду увійшли переможці першого раунду. 
| Дата                   | Господарі         | Рахунок | Гості             |
| ---------------------- | ----------------- | ------- | ----------------- |
| 9 грудня               | Борнмут           | 0:0     | Колчестер Юнайтед |
| 11 грудня Перегравання | Колчестер Юнайтед | 0:2     | Борнмут           |
| 9 грудня               | Барнет            | 1:1     | Білстон Таун      |
| 12 грудня Перегравання | Білстон Таун      | 0:1     | Барнет            |
| 9 грудня               | Вотфорд           | 2:0     | Олдершот          |
| 9 грудня               | Йовіл Таун        | 0:2     | Плімут Аргайл     |
| 9 грудня               | Редінг            | 0:0     | Гейєс             |
| 12 грудня Перегравання | Гейєс             | 0:1     | Редінг            |
| 9 грудня               | Волсолл           | 1:2     | Чарльтон Атлетік  |
| 9 грудня               | Ноттс Каунті      | 2:1     | Ланкастер Сіті    |
| 9 грудня               | Блекберн Роверз   | 0:1     | Кру Александра    |
| 9 грудня               | Болтон Вондерерз  | 3:0     | Шрусбері Таун     |
| 9 грудня               | Грімсбі Таун      | 2:2     | Честерфілд        |
| 13 грудня Перегравання | Честерфілд        | 0:1     | Грімсбі Таун      |
| 9 грудня               | Скарборо          | 1:2     | Донкастер Роверз  |
| 9 грудня               | Бангор Сіті       | 2:3     | Йорк Сіті         |
| 9 грудня               | Бредфорд Сіті     | 2:1     | Транмер Роверз    |
| 9 грудня               | Сканторп Юнайтед  | 3:2     | Галіфакс Таун     |
| 9 грудня               | Порт Вейл         | 1:0     | Рексем            |
| 9 грудня               | Торкі Юнайтед     | 0:1     | Ньюпорт Каунті    |
| 9 грудня               | Бішопс Стортфорд  | 2:2     | Пітерборо Юнайтед |
| 11 грудня Перегравання | Пітерборо Юнайтед | 3:1     | Бішопс Стортфорд  |
| 9 грудня               | Ротергем Юнайтед  | 0:1     | Стокпорт Каунті   |
| 9 грудня               | Челмсфорд Сіті    | 5:0     | Телфорд Юнайтед   |
| 9 грудня               | Волтон-енд-Гершем | 0:1     | Маргейт           |

## Третій раунд
| Дата                  | Господарі                | Рахунок | Гості                |
| --------------------- | ------------------------ | ------- | -------------------- |
| 13 січня              | Бернлі                   | 0:0     | Ліверпуль            |
| 16 січня Перегравання | Ліверпуль                | 3:0     | Бернлі               |
| 13 січня              | Вотфорд                  | 0:1     | Шеффілд Юнайтед      |
| 13 січня              | Ноттс Каунті             | 1:1     | Сандерленд           |
| 16 січня Перегравання | Сандерленд               | 2:0     | Ноттс Каунті         |
| 13 січня              | Шеффілд Венсдей          | 2:0     | Фулгем               |
| 13 січня              | Грімсбі Таун             | 0:0     | Престон Норт-Енд     |
| 15 січня Перегравання | Престон Норт-Енд         | 0:1     | Грімсбі Таун         |
| 13 січня              | Вулвергемптон Вондерерз  | 1:0     | Манчестер Юнайтед    |
| 13 січня              | Вест-Бромвіч Альбіон     | 1:1     | Ноттінгем Форест     |
| 16 січня Перегравання | Ноттінгем Форест         | 1:1     | Вест-Бромвіч Альбіон |
| 22 січня Перегравання | Вест-Бромвіч Альбіон     | 0:0     | Ноттінгем Форест     |
| 29 січня Перегравання | Ноттінгем Форест         | 3:1     | Вест-Бромвіч Альбіон |
| 13 січня              | Лутон Таун               | 2:0     | Кру Александра       |
| 13 січня              | Евертон                  | 3:2     | Астон Вілла          |
| 13 січня              | Свіндон Таун             | 2:0     | Бірмінгем Сіті       |
| 13 січня              | Стокпорт Каунті          | 0:0     | Галл Сіті            |
| 23 січня Перегравання | Галл Сіті                | 2:0     | Стокпорт Каунті      |
| 13 січня              | Ньюкасл Юнайтед          | 2:0     | Борнмут              |
| 13 січня              | Манчестер Сіті           | 3:2     | Сток Сіті            |
| 13 січня              | Квінз Парк Рейнджерс     | 0:0     | Барнет               |
| 16 січня Перегравання | Барнет                   | 0:3     | Квінз Парк Рейнджерс |
| 13 січня              | Портсмут                 | 1:1     | Бристоль Сіті        |
| 16 січня Перегравання | Бристоль Сіті            | 4:1     | Портсмут             |
| 13 січня              | Брайтон енд Гоув Альбіон | 0:2     | Челсі                |
| 13 січня              | Норвіч Сіті              | 1:1     | Лідс Юнайтед         |
| 17 січня Перегравання | Лідс Юнайтед             | 1:1     | Норвіч Сіті          |
| 29 січня Перегравання | Норвіч Сіті              | 0:5     | Лідс Юнайтед         |
| 13 січня              | Плімут Аргайл            | 1:0     | Мідлсбро             |
| 13 січня              | Бредфорд Сіті            | 2:1     | Блекпул              |
| 13 січня              | Міллволл                 | 3:0     | Ньюпорт Каунті       |
| 13 січня              | Карлайл Юнайтед          | 2:2     | Гаддерсфілд Таун     |
| 16 січня Перегравання | Гаддерсфілд Таун         | 0:1     | Карлайл Юнайтед      |
| 13 січня              | Крістал Пелес            | 2:0     | Саутгемптон          |
| 13 січня              | Сканторп Юнайтед         | 2:3     | Кардіфф Сіті         |
| 13 січня              | Порт Вейл                | 0:1     | Вест Гем Юнайтед     |
| 13 січня              | Маргейт                  | 0:6     | Тоттенгем Готспур    |
| 13 січня              | Чарльтон Атлетік         | 1:1     | Болтон Вондерерз     |
| 17 січня Перегравання | Болтон Вондерерз         | 4:0     | Чарльтон Атлетік     |
| 13 січня              | Арсенал                  | 2:2     | Лестер Сіті          |
| 17 січня Перегравання | Лестер Сіті              | 1:2     | Арсенал              |
| 13 січня              | Йорк Сіті                | 0:1     | Оксфорд Юнайтед      |
| 13 січня              | Пітерборо Юнайтед        | 0:1     | Дербі Каунті         |
| 13 січня              | Челмсфорд Сіті           | 1:3     | Іпсвіч Таун          |
| 13 січня              | Лейтон Орієнт            | 1:4     | Ковентрі Сіті        |
| 17 січня              | Редінг                   | 2:0     | Донкастер Роверз     |

## Четвертий раунд
У цьому раунді зіграли переможці попереднього етапу.
| Дата                   | Господарі               | Рахунок | Гості                |
| ---------------------- | ----------------------- | ------- | -------------------- |
| 3 лютого               | Ліверпуль               | 0:0     | Манчестер Сіті       |
| 7 лютого Перегравання  | Манчестер Сіті          | 2:0     | Ліверпуль            |
| 3 лютого               | Шеффілд Венсдей         | 1:1     | Крістал Пелес        |
| 6 лютого Перегравання  | Крістал Пелес           | 1:1     | Шеффілд Венсдей      |
| 19 лютого Перегравання | Шеффілд Венсдей         | 3:2     | Крістал Пелес        |
| 3 лютого               | Болтон Вондерерз        | 2:2     | Кардіфф Сіті         |
| 7 лютого Перегравання  | Кардіфф Сіті            | 1:1     | Болтон Вондерерз     |
| 12 лютого Перегравання | Болтон Вондерерз        | 1:0     | Кардіфф Сіті         |
| 3 лютого               | Вулвергемптон Вондерерз | 1:0     | Бристоль Сіті        |
| 3 лютого               | Вест-Бромвіч Альбіон    | 2:0     | Свіндон Таун         |
| 3 лютого               | Сандерленд              | 1:1     | Редінг               |
| 7 лютого Перегравання  | Редінг                  | 1:3     | Сандерленд           |
| 3 лютого               | Дербі Каунті            | 1:1     | Тоттенгем Готспур    |
| 7 лютого Перегравання  | Тоттенгем Готспур       | 3:5     | Дербі Каунті         |
| 3 лютого               | Евертон                 | 0:2     | Міллволл             |
| 3 лютого               | Ньюкасл Юнайтед         | 0:2     | Лутон Таун           |
| 3 лютого               | Ковентрі Сіті           | 1:0     | Грімсбі Таун         |
| 3 лютого               | Галл Сіті               | 1:0     | Вест Гем Юнайтед     |
| 3 лютого               | Карлайл Юнайтед         | 2:1     | Шеффілд Юнайтед      |
| 3 лютого               | Челсі                   | 2:0     | Іпсвіч Таун          |
| 3 лютого               | Арсенал                 | 2:0     | Бредфорд Сіті        |
| 3 лютого               | Лідс Юнайтед            | 2:1     | Плімут Аргайл        |
| 3 лютого               | Оксфорд Юнайтед         | 0:2     | Квінз Парк Рейнджерс |

## П'ятий раунд
На цьому етапі зіграли переможці попереднього раунду.
| Дата                   | Господарі               | Рахунок | Гості                |
| ---------------------- | ----------------------- | ------- | -------------------- |
| 24 лютого              | Шеффілд Венсдей         | 1:2     | Челсі                |
| 24 лютого              | Болтон Вондерерз        | 0:1     | Лутон Таун           |
| 24 лютого              | Вулвергемптон Вондерерз | 1:0     | Міллволл             |
| 24 лютого              | Дербі Каунті            | 4:2     | Квінз Парк Рейнджерс |
| 24 лютого              | Манчестер Сіті          | 2:2     | Сандерленд           |
| 27 лютого Перегравання | Сандерленд              | 3:1     | Манчестер Сіті       |
| 24 лютого              | Ковентрі Сіті           | 3:0     | Галл Сіті            |
| 24 лютого              | Карлайл Юнайтед         | 1:2     | Арсенал              |
| 24 лютого              | Лідс Юнайтед            | 2:0     | Вест-Бромвіч Альбіон |

## Шостий раунд
На цьому етапі зіграли переможці попереднього раунду.
| Дата                    | Господарі               | Рахунок | Гості         |
| ----------------------- | ----------------------- | ------- | ------------- |
| 17 березня              | Вулвергемптон Вондерерз | 2:0     | Ковентрі Сіті |
| 17 березня              | Дербі Каунті            | 0:1     | Лідс Юнайтед  |
| 17 березня              | Челсі                   | 2:2     | Арсенал       |
| 20 березня Перегравання | Арсенал                 | 2:1     | Челсі         |
| 17 березня              | Сандерленд              | 2:0     | Лутон Таун    |

## Півфінали
У півфіналах зіграли команди, що перемогли на попередньому етапі.
| Дата     | Господарі    | Рахунок | Гості                   |
| -------- | ------------ | ------- | ----------------------- |
| 7 квітня | Лідс Юнайтед | 1:0     | Вулвергемптон Вондерерз |
| 7 квітня | Сандерленд   | 2:1     | Арсенал                 |

## Матч за третє місце
| Дата      | Господарі | Рахунок | Гості                   |
| --------- | --------- | ------- | ----------------------- |
| 18 серпня | Арсенал   | 1:3     | Вулвергемптон Вондерерз |

## Фінал
| 5 травня 1973 15:00 BST |

| Лідс Юнайтед | 0:1      | Сандерленд     |
| ------------ | -------- | -------------- |
|              | Протокол | Портерфілд 31' |

| Вемблі, Лондон Глядачів: 100 000 Арбітр: Кен Бернс |